# Belém do Piauí
Belém do Piauí är en kommun i Brasilien.   Den ligger i delstaten Piauí, i den östra delen av landet, 1 200 km nordost om huvudstaden Brasília. Antalet invånare är 3 284.
Omgivningarna runt Belém do Piauí är huvudsakligen savann. Runt Belém do Piauí är det glesbefolkat, med 12 invånare per kvadratkilometer.